# Michelle Ford
Michelle Jan Ford (Sydney, 15 luglio 1962) è un'ex nuotatrice australiana.
Specializzata nello stile libero, ha vinto la medaglia d'oro negli 800 m sl e il bronzo nei 200 m farfalla alle olimpiadi di Mosca 1980.

È stata primatista mondiale sulle distanze degli 800 m sl.
È diventata una dei Membri dell'International Swimming Hall of Fame.

## Palmarès
- Olimpiadi

Mosca 1980: oro negli 800 m sl e bronzo nei 200 m farfalla.